# Барбас
Барбас (фр. Barbaste) насеље је и општина у југозападној Француској у региону Аквитанија, у департману Лот и Гарона која припада префектури Нерак.
По подацима из 2011. године у општини је живело 1.505 становника, а густина насељености је износила 38,89 становника/km². Општина се простире на површини од 38,7 km². Налази се на средњој надморској висини од 126 метара (максималној 146 m, а минималној 38 m).

## Демографија
| 1962. | 1968. | 1975. | 1982. | 1990. | 1999. | 2011. |
| ----- | ----- | ----- | ----- | ----- | ----- | ----- |
| 1.340 | 1.354 | 1.373 | 1.316 | 1.354 | 1.416 | 1.505 |

График промене броја становника у току последњих година